# Inessiv
Inessiv (zkratka INE nebo INES, z latinského inesse) je lokální mluvnický pád. Jeho základní význam se vztahuje k umístění něčeho, často mu v češtině odpovídá předložka „v“.
Ve finštině se inessiv tvoří pomocí koncovky -ssa/-ssä. Používá se nejen u příslovečného určení místa, ale i času, například u názvů měsíců nebo popisu aktuálního stavu. Estonština tvoří inessiv pomocí přidání „-s“ ke genitivnímu tvaru. V maďarštině se nejběžněji tvoří pomocí sufixu „-ban/-ben“, ačkoliv se používají také další sufixy, jako -on, -en, -ön.
Příklad: „v domě“ je maďarsky ház·ban, finsky talo·ssa, estonsky maja·s, litevsky nam·e a baskicky etxea·n.